# Francesco Petrarca
Francesco Petrarca, italijanski pesnik in pisatelj, filozof in teolog * 20. julij 1304, Arezzo, Italija, † 19. julij 1374, Arquà Petrarca, Padova, Italija.
Petrarca je bil eden najpomembnejših italijanskih književnikov 14. stoletja. Njegovo najbolj znano delo je Canzoniere.
Petrarkovo ponovno odkritje Cicerovih pisem je pogosto pripisano začetku italijanske renesanse iz 14. stoletja in ustanovitvi renesančnega humanizma. V 16. stoletju je Pietro Bembo ustvaril model za sodobni italijanski jezik na podlagi Petrarkovih del, pa tudi del Giovannija Boccaccia in v manjši meri Danteja Alighierija. Petrarka je kasneje kot model italijanskega sloga potrdila Accademia della Crusca.
Petrarkove sonete so v času renesanse občudovali in posnemali po vsej Evropi in so postali vzor za lirično poezijo. Znan je tudi po tem, da je prvi razvil koncept temne dobe], ki se zdi večini sodobnih znanstvenikov zavajajoča in netočna.

## Življenje

### Mladost in zgodnja kariera
Petrarka se je rodil v toskanskem mestu Arezzo 20. julija 1304. Bil je sin Ser Petracca in njegove žene Elette Canigiani. Ime mu je bilo Francesco Petracco, ki je bilo latinizirano v Petrarca. Petrarkov mlajši brat se je rodil v Incisi v Val d'Arnu leta 1307. Dante Alighieri je bil očetov prijatelj.
Petrarka je svoje zgodnje otroštvo preživel v vasi Incisa pri Firencah. Večino svojega zgodnjega življenja je preživel v Avignonu in bližnjem Carpentrasu, kamor se je njegova družina preselila, da bi sledila papežu Klemenu V., ko se je tja preselil leta 1309. Petrarka je študiral pravo na Univerzi v Montpellierju (1316–20) in Bologni (1320–23) pri vseživljenjskem prijatelju in sošolcu po imenu Guido Sette. Ker je bil njegov oče pravnik (notar), je vztrajal, da Petrarka in njegov brat študirata tudi pravo. Petrarko pa je zanimalo predvsem pisanje in latinska književnost in je menil, da je teh sedem let zapravljenih. Poleg tega je razglasil, da so ga skrbniki s pravno manipulacijo oropali majhne dediščine v Firencah, kar je samo še okrepilo njegov odpor do pravnega sistema. Protestiral je, saj je na pravni sistem gledal kot na umetnost prodaje pravice.
Petrarka je bil ploden pisatelj pisem in je Boccaccia uvrstil med svoje znane prijatelje, ki jim je pogosto pisal. Po smrti staršev sta se Petrarka in njegov brat Gherardo leta 1326 vrnila v Avignon, kjer je delal v številnih pisarnah. To delo mu je omogočilo veliko časa, da se posveti pisanju. S svojim prvim obsežnim delom, Afrika, epom v latinščini o velikem rimskem generalu Scipionu Afriškem, je Petrarka postal slaven v Evropi. 8. aprila 1341 je postal drugi  pesniški nagrajenec od klasične antike, okronala pa sta ga rimska senatorja Giordano Orsini in Orso dell'Anguillara na svetih tleh rimskega Kapitolskega griča.
Veliko je potoval po Evropi, bil veleposlanik in (ker je potoval zaradi užitka , tako kot pri vzponu na Mont Ventoux) je bil imenovan prvi turist. 
Med potovanji je zbiral razpadajoče latinske rokopise in bil glavna gonilna sila pri pridobivanju znanja od piscev antičnega Rima in Grčije. Spodbujal in svetoval je Leontiusu Pilatusu pri prevodu Homerja iz rokopisa, ki ga je kupil Boccaccio, čeprav je bil do rezultata hudo kritičen. Petrarka je pridobil kopijo, ki ni zaupal Leontiju, vendar ni znal grško; Petrarka je rekel: »Homer je bil za njega neumen, ker je bil gluh za Homerja." Leta 1345 je osebno odkril zbirko Cicerovih pisem, za katera do tedaj ni bilo znano, zbirko Epistulae ad Atticum, v kapiteljski knjižnici (Biblioteca Capitolare) Veronske stolnice.
Zaničeval je neznanje stoletij pred obdobjem, v katerem je živel. Petrarka je zaslužen ali zadolžen za ustvarjanje koncepta zgodovinskega "temnega veka".

### Mount Ventoux
Petrarka pripoveduje, da se je 26. aprila 1336 z bratom in dvema služabnikoma povzpel na vrh Mont Ventouxa (1912 metrov), in podvig naredil za rekreacijo in ne kot obveznost. [18] Podvig je opisan v slavnem pismu, naslovljenem na njegovega prijatelja in spovednika, meniha Dionigija di Borgo San Sepolcro, sestavljen kmalu po tem. V njem je Petrarka trdil, da ga je navdihnil vzpon Filipa V. Makedonskega na goro Haemo (sodobni prelaz Beklemeto) in da mu je starejši kmet povedal, da se nihče ni povzpel na Ventoux pred ali po njem, in ga opozoril, naj tega ne poskuša. Švicarski zgodovinar iz 19. stoletja Jacob Burckhardt je opozoril, da se je Jean Buridan nekaj let prej povzpel na isto goro in da so bili vzponi zabeleženi v srednjem veku, vključno s tistim Anno II., nadškofa v Kölnu.
Znanstveniki  ugotavljajo, da Petrarkovo pismo  Dionigiju kaže presenetljivo »sodoben« odnos do estetskega zadovoljstva v veličini pokrajine in ga še vedno pogosto navajajo v knjigah in revijah, posvečenih alpinističnemu športu. Ta odnos je v Petrarki povezan s težnjo po krepostnem krščanskem življenju in ko je prišel na vrh, je iz žepa vzel zvezek svojega ljubljenega mentorja, svetega Avguština, ki ga je vedno nosil s seboj.
 To seveda ni bil velik podvig; bil pa je prvi zabeležen alpinist sodobnega časa, prvi, ki se je povzpel na goro zgolj zaradi veselja ob pogledu z njenega vrha. (Ali skoraj prvi; kajti na visokem pašniku je srečal starega pastirja, ki je rekel da je petdeset let prej dosegel vrh, od tega pa ni dobil nič, razen truda in kesanja ter raztrganih oblačil.) Petrarko je omamil in vznemiril pogled na Alpe, gore okoli Lyona, Rono, Marsejski zaliv. Iz žepa je vzel Avguštinovo Spoved in razmišljal, da je njegov vzpon zgolj alegorija težnje po boljšem življenju.
Ko se je knjiga odprla, so Petrarkove oči takoj pritegnile naslednje besede:
 In moški se bodo spraševali o višinah gora, mogočnih morskih valovih in širokem pretoku rek, oceanskem krogu in vrtenju zvezd, vendar sami menijo, da ne.
Petrarkov odgovor je bil, da se iz zunanjega sveta narave obrne v notranji svet "duše":
 Zaprl sem knjigo, jezen nase, da bi moral še vedno občudovati zemeljskih stvari, ki bi se morda že davno naučile celo od poganskih filozofov, da nič ni čudovito, razen duše, ki, ko je sama velika, ne najde ničesar velčjega zunaj sebe. Potem sem bil v resnici zadovoljen, da sem dovolj videl goro; Obrnil sem se vase in od takrat mi z ustnic ni padel zlog, dokler nismo spet prišli do dna. ... [O] iščemo okoli nas, kaj lahko najdemo samo znotraj. ... Kolikokrat sem se, pomislite, tisti dan obrnil nazaj in pogledal na vrh gore, ki se mi je zdel komaj kakšen komolec visok v primerjavi z obsegom človeškega razmišljanja.
James Hillman trdi, da je to ponovno odkritje notranjega sveta pravi pomen dogodka Ventoux. Renesansa se ne začne z vzponom na Mont Ventoux, ampak s kasnejšim spustom – »vrnitvijo [...] v dolino duše«, kot pravi Hillman.
V nasprotju s tako edinstveno in hiperbolično periodizacijo Paul James predlaga drugačno branje:
 V alternativnem argumentu, ki ga želim predstaviti, ti čustveni odzivi, ki jih zaznamujejo spreminjajoči se občutki prostora in časa v Petrarkovem pisanju, kažejo na osebo, ki je ujeta v nerazrešeno napetost med dvema različnima, a hkrati sodobnima ontološkima tvorbama: tradicionalno in moderno.

### Pozna leta
Kasnejši del svojega življenja je Petrarka potoval po severni Italiji kot mednarodni učenjak in pesnik-diplomat. Njegova cerkvena kariera mu ni dovolila, da bi se poročil, vendar naj bi imel dva otroka od ženske ali žensk, ki jih potomci ne poznajo. Sin Giovanni se je rodil leta 1337, hči Francesca pa se je rodila leta 1343. Kasneje je oba priznal.
Giovanni je umrl zaradi kuge leta 1361. Istega leta je bil Petrarka imenovan za kanonika v Monselicah pri Padovi. Francesca se je istega leta poročila s Francescuolom da Brossanom (ki je bil kasneje imenovan za izvršitelja Petrarkove oporoke). Leta 1362 so se kmalu po rojstvu vnukinje Elette (istega imena kot Petrarkova mama) pridružili Petrarki v Benetkah, da bi pobegnili od kuge, ki je nato opustošila Evropo. Drugi vnuk, Francesco, se je rodil leta 1366, vendar je umrl pred drugim rojstnim dnevom. Francesca in njena družina so pet let od leta 1362 do 1367 živeli s Petrarko v Benetkah v Palazzo Molina, čeprav je Petrarka v teh letih še naprej potoval. Med letoma 1361 in 1369 je mlajši Boccaccio dvakrat obiskal starejšega Petrarka. Prvi je bil v Benetkah, drugi v Padovi.
Približno leta 1368 sta se Petrarka in njegova hči Francesca (z družino) preselila v mestece Arquà v Evganejskih gorah blizu Padove, kjer je preostala leta preživel v verskem razmišljanju. Umrl je v svoji hiši v Arquàju zgodaj 20. julija 1374 - na svoj sedemdeseti rojstni dan. V hiši je zdaj stalna razstava Petrarkovih del in zanimivosti; v notranjosti je znameniti grob Petrarkove ljubljene mačke, ki je bila med drugimi predmeti balzamirana. Na marmorni plošči je latinski napis Antonia Quarenghija:
 Etruscus gemino vates ardebat amore:

Maximus ignis ego; Laura secundus erat.

Quid rides? divinæ illam si gratia formæ,

Me dignam eximio fecit amante fides.

Si numeros geniumque sacris dedit illa libellis

Causa ego ne sævis muribus esca forent.

Arcebam sacro vivens a limine mures,

Ne domini exitio scripta diserta forent;

Incutio trepidis eadem defuncta pavorem,

Et viget exanimi in corpore prisca fides 
Petrarkova oporoka (z dne 4. aprila 1370) Boccaccu pušča 50 florinov »za nakup tople zimske halje«; različne zapuščine (konj, srebrna skodelica, lutnja, madona) bratu in prijateljem; njegova hiša v Vaucluseu njenemu oskrbniku; za njegovo dušo in za uboge; in večino svojega premoženja njegovemu zetu Francescuolu da Brossanu, ki naj bi polovico podaril »osebi, ki ji, kot ve, želim, da bi ji šlo«; domnevno njegova hči Francesca, Brossanova žena. Oporoka ne omenja niti posesti v Arquà niti njegove knjižnice; Petrarkova knjižnica pomembnih rokopisov je bila Benetkam že obljubljena v zameno za Palazzo Molina. Ta ureditev je bila verjetno preklicana, ko se je leta 1368 preselil v Padovo, sovražnika Benetk. Knjižnico so zasegli gospoda iz Padove, njegove knjige in rokopisi pa so zdaj razpršeni po Evropi. Kljub temu je Biblioteca Marciana tradicionalno zahtevala, da je ta zapuščina ustanovljena, čeprav jo je v resnici leta 1468 ustanovil kardinal Bessarion.

## Delo
Petrarka je najbolj znan po svoji italijanski poeziji, zlasti Rerum vulgarium fragmenta (Odlomki vernakularnih zadev), zbirki 366 liričnih pesmi v različnih žanrih, znanih tudi kot canzoniere (pesmice), in I trionfi (Triumf), šestdelna pripovedna pesem dantejskega navdiha. Vendar je bil Petrarka navdušen latinski učenjak in je večino svojega pisanja pisal v tem jeziku. Njegovi latinski spisi vključujejo znanstvena dela, introspektivne eseje, pisma in več poezije. Med njimi so: 
- Secretum (Moja skrivna knjiga), intenzivno oseben, namišljen dialog s postavo, ki jo je navdihnil Avguštin iz Hipona;
- De Viris Illustribus (O slavnih moških), vrsta moralnih biografij;
- Rerum Memorandarum Libri, nepopolna razprava o kardinalnih vrlinah;
- De Otio Religiosorum (O verskem prostem času)[31] in
- De vita solitaria (O samotnem življenju), ki hvalita kontemplativno življenje;
- De Remediis Utriusque Fortunae (Zdavilo za srečo in tegobe), knjiga za samopomoč, ki je ostala priljubljena več sto let;
- Itinerarium (Petrarkov vodnik po sveti deželi); naložbe proti nasprotnikom, kot so zdravniki, šolski delavci in Francozi;
- Carmen Bucolicum, zbirka 12 pastoralnih pesmi; in
- Afrika nedokončana ep.

Prevedel je sedem psalmov, zbirko, znano kot Pokorniški psalmi.
Petrarka je objavil tudi množico svojih pisem, med drugim nekaj, napisanih svojim davno umrlim prijateljem iz zgodovine, kot sta Cicero in Virgilij. Cicero, Virgilij in Seneca so bili njegovi literarni modeli. Večino njegovih latinskih spisov je danes težko najti, vendar je več njegovih del na voljo v angleških prevodih. Več njegovih latinskih del naj bi se pojavilo v seriji I Tatti univerze Harvard University Press. Njegovim spisom je težko dodeliti natančne datume, ker jih je vse življenje spreminjal.
Petrarka je svoja pisma zbral v dva glavna sklopa knjig, imenovanih Rerum familiarum liber (Pisma o znanih zadevah)("Letters on Familiar Matters") in Seniles (Pisma starosti)("Letters of Old Age"), ki sta na voljo v angleškem prevodu. Načrt njegovih pisem mu je predlagalo poznavanje Cicerovih pisem. Ta so bila objavljena "brez imen" za zaščito prejemnikov, ki so bili vsi v tesnem odnosu s Petrarko. Prejemniki teh pisem so bili Philippe de Cabassoles, škof v Cavaillonu, Ildebrandino Conti, padovanski škof, Cola di Rienzo, rimski tribun, Francesco Nelli, duhovnik prior cerkve svetih apostolov v Firencah in Niccolò di Capoccia, kardinal in duhovnik svetega Vitalisa. Njegovo Pismo potomcem (zadnje pismo v Senilesu) daje avtobiografijo in povzetek njegove življenjske filozofije. Prvotno je bilo napisano v latinščini in je bilo dokončano leta 1371 ali 1372 - prva tovrstna avtobiografija po tisoč letih (od svetega Avguština).
Medtem ko so Petrarkovo poezijo po njegovi smrti pogosto uglaševali, zlasti italijanski skladatelji madrigalov v 16. stoletju, je ohranjena le ena glasbena postavitev, ki je nastala v času njegovega življenja. To je Non al suo amante Jacopa da Bologne, napisano okoli leta 1350.

### Dela v italijanščini (volgare)
- Il Canzoniere ali Rerum vulgarium fragmenta
- I Trionfi

### Zasluge v književnosti
Petrarca velja za mojstra soneta. Sonetno obliko je med prvimi uporabil Dante za svoje pesmi v čast Beatrice. Podobno jih je Petrarca posvečal svoji Lauri. Namesto krščanskega pomena, ki je prevladoval pri Danteju, je dal svoji ljubezni predvsem posveten pomen. Ženska mu je sicer nekaj vzvišenega, a po njej hrepeni z naravno ljubeznijo. Petrarca je postal predhodnik t. i. »romantične« ljubezni, ki so jo opevali v dobi romantike. Ljubezenska občutja je oblikoval predvsem s pomočjo soneta, ki je po njegovi zaslugi postal za nekaj stoletij glavna lirska oblika.